# Конта (річка)
Конта — річка в Україні, у Голосіївському (м. Київ) й Обухівському районах Київської області. Права притока Дніпра (басейн Чорного моря).

## Опис
Довжина річки приблизно 12 км.

## Розташування
Бере початок на східній околиці Віти-Литовської. Тече переважно на південний схід через Кончу-Заспу і впадає у річку Дніпро.

## Притоки
- Засна[3], Заспа[4] — ліва притока. Нині на місці колишньої річки існує озеро Конче.

## Цікавий факт
- Назва історичної місцевості Конча-Заспа утворенна від сполучення імен вказаних річок. Офіційна версія, на жаль, не враховує головну причину такої назви.